# 2012 au Liban
Chronologie du Liban
- 2008
- 2009
- 2010
- 2011
- 2012
- 2013
- 2014
- 2015
- 2016

Cet article présente les faits marquants de l'année 2012 au Liban ou concernant ce pays.

## Évènements
- Championnat du Liban de football 2011-2012 : c'est le club de Safa Beyrouth qui est sacré cette saison après avoir terminé en tête du classement final, avec quatre points d'avance sur Nejmeh SC et sept sur Al Ahed Beyrouth, double tenant du titre. C'est le tout premier titre de champion du Liban de l'histoire du club.
- Le Liban participe aux Jeux olympiques d'été de 2012 à Londres. Il s'agit de sa 16e participation aux Jeux olympiques d'été.
- Le Liban participe aux Jeux paralympiques d'été de 2012 à Londres du 29 août au 9 septembre. Il s'agit de sa troisième participation aux Jeux paralympiques depuis les Jeux paralympiques d'été de 2000, le Liban n'ayant pas participé aux Jeux paralympiques d'été de 2004. Durant ses trois participations, le Liban a déjà gagné deux médailles de bronze en 2008 grâce à Edward Maalouf[1].
- Le Liban a participé aux Jeux olympiques de la jeunesse d'hiver de 2012 à Innsbruck en Autriche du 13 au 22 janvier 2012. L'équipe libanaise était composée de deux athlètes dans un sport, le ski alpin[2].

- 12/18 mai : affrontements à Tripoli: Au moins 12 tués et 100 blessés [3]
- 20 mai : un clerc sunnite tué dans le District du Akkar. Affrontements à Beyrouth entre partisans du Courant du Futur et des pro-syriens: 3 tués et 10 blessés [4].
- 23 mai : 2 tués dans des affrontements à Beyrouth.
- 28 mai : 1 civil tué par l'armée à Batroun après son refus de s'arrêter à un check point [5].
- 30 mai : 2 blessés à Tripoli[6].
- 2/3 juin : 15 tués dans des affrontements à Tripoli [7].
- 8 juin : 1 tué et 3 blessés par un sniper à Tripoli [8].
- 16 juin : 1 personne tuée dans un camp palestinien.
- 18 juin : 3 personnes tuées dans des affrontements entre Palestiniens et l'armée libanaise.
- 18 juillet : 1 personne tuée à Tripoli lors d'une cérémonie anti-Assad.
- 27 juillet : 12 blessés dans des affrontements à Tripoli [9].
- 8 août : 5 personnes tuées à Sidon dans des affrontements.
- 9 aout : 3 personnes tuées et 10 blessés dans le Nord-Liban à la suite d'affrontements.
- 20/24 août : 17 tués et 120 blessés dans des affrontements à Tripoli [10].
- 19 octobre : attentat à la voiture piégée à Beyrouth: 8 tués dont le général de brigade Wissam al-Hassan et 78 blessés. La Syrie est accusé de l'avoir commis [11],[12],[13].
- 19/23 octobre : affrontement à Tripoli : 13 tués et 65 blessés.
- 11 novembre: affrontement entre salafistes et membres du Hezbollah à Sidon: 3 tués et 4 blessés [14].
- 4/9 décembre : 19 tués dans des combats à Tripoli [15].